# Западно-Алтайский заповедник
За́падно-Алта́йский госуда́рственный приро́дный запове́дник (каз. Баты́с Алта́й мемлекетті́к табиғи́ қорығы́) учреждён Постановлением Верховного Совета Республики Казахстан № 1519-ХП от 3 июля 1992 года с целью комплексной охраны биогеоценозов горной системы Алтай. Он занимает площадь 86 122 га у северо-восточной границы Восточно-Казахстанской области на территории двух административных районов: Риддерского городского округа и района Алтай (Зыряновского района). В 2020 году Западно-Алтайский государственный природный заповедник внесён во всемирную сеть резерватов ЮНЕСКО.

## Геология и орография
Основные горные хребты Западно-Алтайского заповедника — Ивановский, Убинский, Ульбинский достигают высот 2200—2500 м. и имеют рельеф эрозионного характера. Самый высокий хребет на территории заповедника — Холзун (г. Линейский Белок 2598 м.). Горные хребты покрыты лесом. Слабо выражена высокогорная растительность. Тектонические формы определяют наиболее крупные черты современной орографии Алтая. Сложная геологическая история своими истоками уходит в далекое прошлое, когда в докембрии и нижнем палеозое в результате салаирских и каледонских тектонических движений впервые был заложен фундамент складчатой горной страны, окончательно оформившейся во время герцинской складчатости. Ледниковые формы рельефа не имеют универсального значения для всей территории Алтая, но в ряде районов определяют специфику строения поверхности. Водноэрозионные формы рельефа имеют повсеместное распространение, но наиболее широко развиты в области среднегорий. Большой интерес вызывает узел, составленный хребтами Холзун, Ивановский, Линейский, занимающий наивысшие высотные отметки (Щербаков и др., 1991). Уникальные образования — гранитные останцы Линейского белка представляют оригинальные геологические памятники минувших эпох, сформированные временем и атмосферными явлениями. В геологическом строении территории заповедника принимают участие отложения пермских интрузий, девонской системы и самые молодые четвертичные образования. Отложения девона развиты в бассейнах рек.

## Гидрология
Территория Западно-Алтайского заповедника отличается прекрасно развитой высокогорной гидрологической сетью представленной реками Белая и Чёрная Уба с их притоками, рекой Барсук и расположенным в истоках этих рек комплексом мелких высокогорных озёр карового происхождения. Два наиболее крупных озера — Кедровое и Щербакова, размещаются на границе лесной и альпийской зон (Губанов, Иванова, 1988). Десятки мелких ручьев питают реки, образуют верховые болота. Болото «Гульбище» в истоках Чёрной Убы — крупнейшее на Западном Алтае.
Река Уба, входящая в состав правых притоков реки Иртыш, по своей многоводности является одним из крупнейших притоков Иртыша в пределах Казахстана. Она образуется на слиянии рек Чёрная и Белая Уба, берущих свое начало с Ивановского хребта в зоне вечных снегов. Основное свое питание река получает от таяния сезонных снегов, поэтому паводок в реке происходит в апреле- мае. Периоды маловодья наступают в ноябре и продолжаются по март. Сохранение в естественном состоянии этой системы — одно из основных условий обеспечения нормального гидрологического режима.

## Флора и фауна
По флористическому составу ЗАГПЗ занимает одно из ведущих мест среди заповедников Казахстана. В заповеднике прекрасные хвойные леса, необычная горная растительность, да и цветов здесь растет немало, так что с весны до осени Рудный Алтай выглядит крайне пестро и удивительно. Лесные угодья заповедника занимают 65 % от общей площади. Нелесные угодья — 35 %. Самой распространенной породой в заповеднике является пихта, на долю которой приходится 26,7 % от покрытых лесом угодий, кедр занимает 23,1 %, лиственница — 15,5 %, ель — 13,9 %, другие древесные породы — 10,1 %. 1,1 % покрытых лесом угодий представлены насаждениями искусственного происхождения (сосна — 5,7 га, ель — 480,1 га, лиственница 19,6 га, береза — 11,0 га). 
Флора сосудистых растений составляет 883 вида. 27 растений занесены в Красную Книгу Казахстана.
Растительный мир служит для диких животных не только сферой обитания, но и местом пропитания, размножения, вскармливания молодняка.
На территории Западно-Алтайского заповедника обитает 230 видов животных, в том числе:
- современная фауна птиц Западно-Алтайского заповедника включает 162 вида, в том числе 120 гнездящихся. Несомненно, что при дальнейших исследованиях, этот список будет расширен за счет пролётных, залетных и расселяющихся видов. Уточнен будет и статус целого ряда видов, особенно гнездящихся. Из числа редких и исчезающих птиц, занесённых в Красную книгу Казахстана, в Западно-Алтайском заповеднике отмечено пребывание 6 видов, из них 5 видов гнездится (чёрный аист, беркут, сапсан, серый журавль, филин) и 1 — балобан, встречается в период миграции. Ещё 2 вида (коростель и овсянка-дубровник) занесены в международный список глобально угрожаемых видов птиц, составленный BirdLifeInternational (2005).
- 57 видов млекопитающих. Три вида копытных — лось, марал, косуля большей частью откочевывают на зимний период в менее снежные районы. Для кабана известны только единичные заходы. Американская норка является акклиматизированным видом. К видам, вновь заселившим территорию заповедника после длительного отсутствия, следует отнести лося, появившегося здесь в 70-е годы прошлого века и марала, проникшего на Западный Алтай в последние десятилетия. В 2008 году появился бобр. Обычными видами являются бурый медведь, рысь, соболь, горностай, солонгой, ласка, белка, бурундук, алтайская пищуха, заяц-беляк.

Из редких млекопитающих, занесенных в Красную книгу Казахстана, в заповеднике обитает ночница Иконникова.
- Герпетофауна включает 2 вида земноводных и 4 вида пресмыкающихся.
- Ихтиофауна рек и озёр до сих пор остается практически не изученной, поэтому предварительный список включает лишь 5 видов рыб, из них 1 вид -таймень занесен в список Красной книги Казахстана[5].

## Галерея

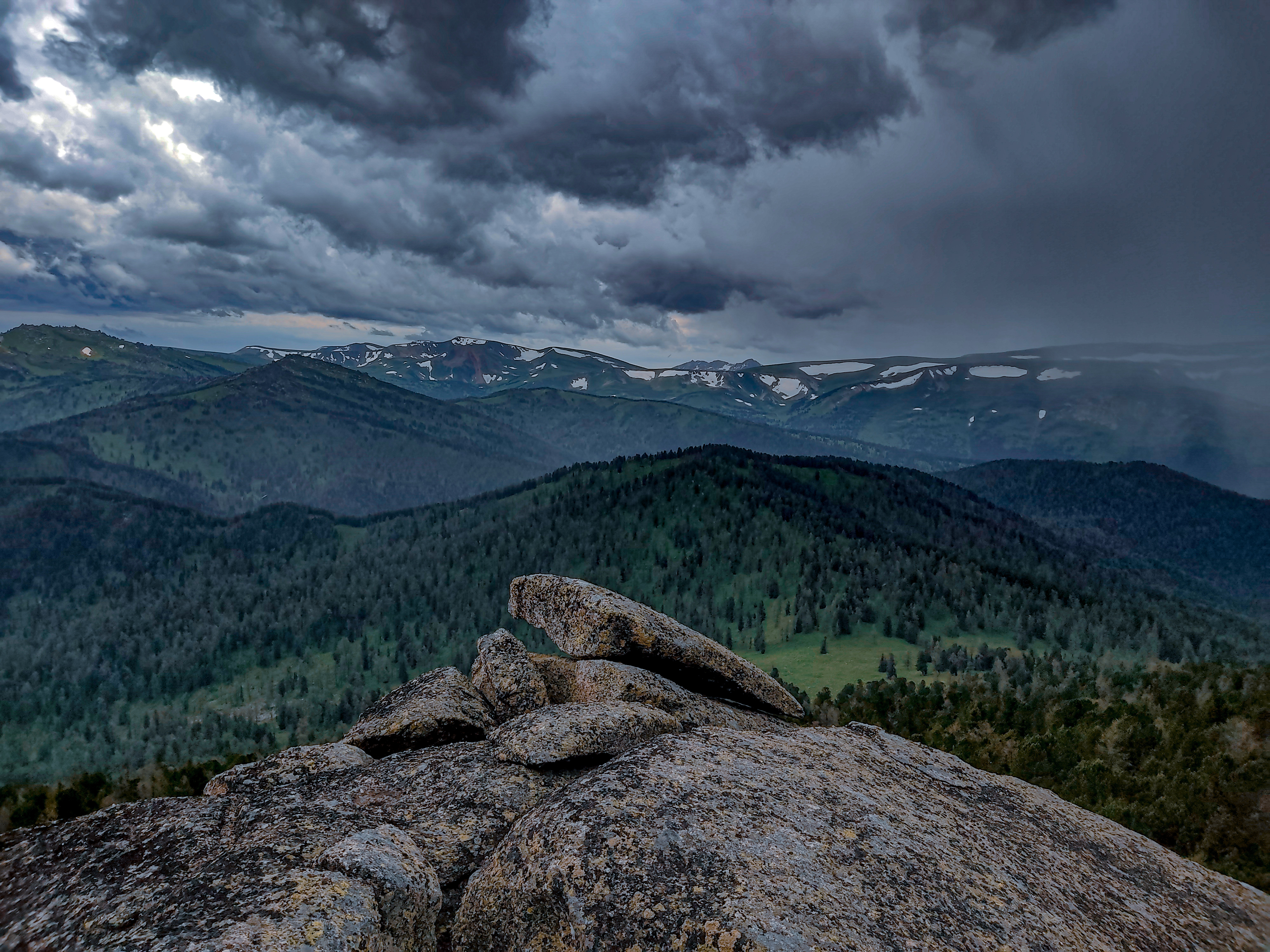
Маршрут "Заповедные Дали"
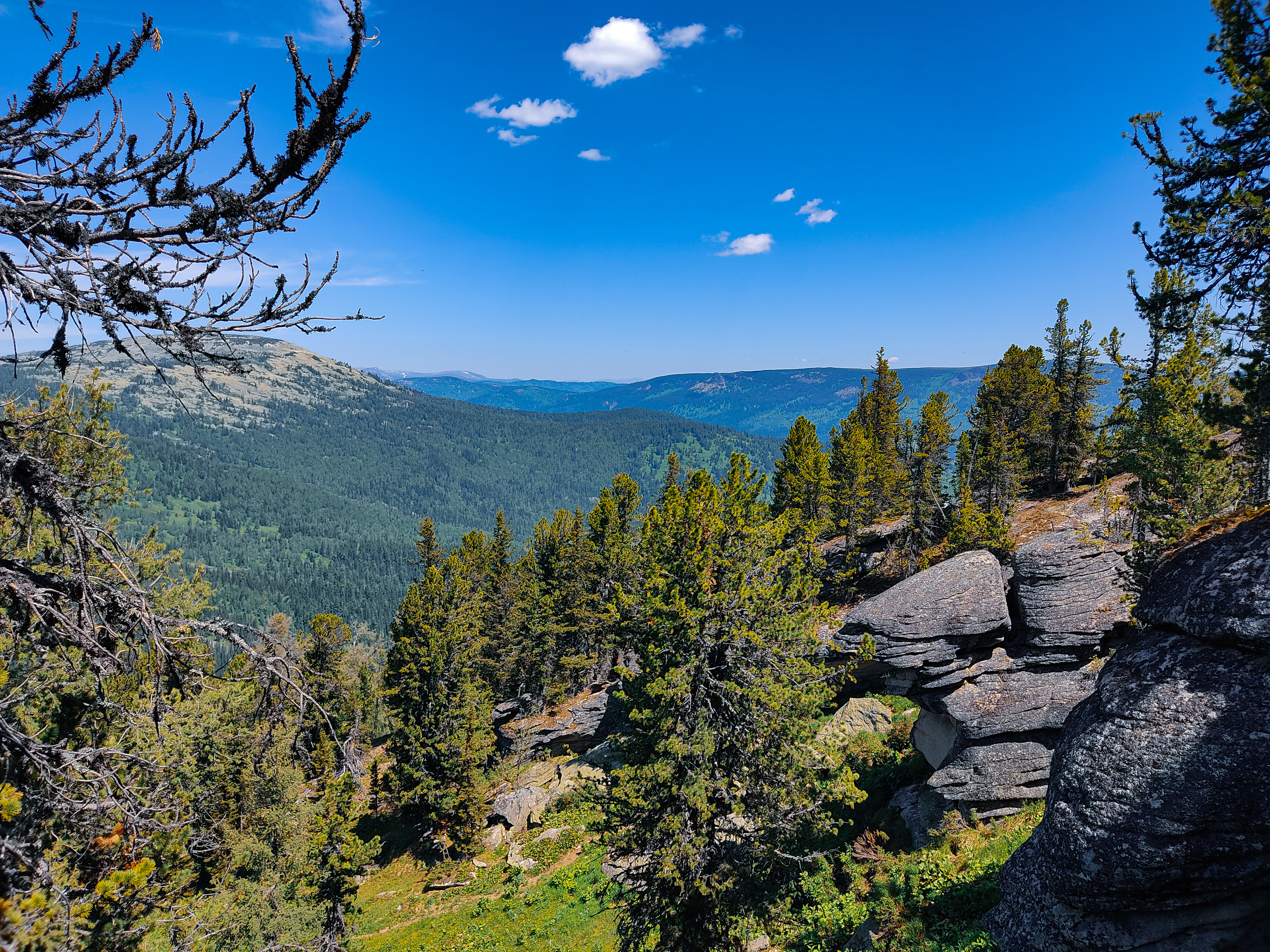
Скальная гряда "Бастион"
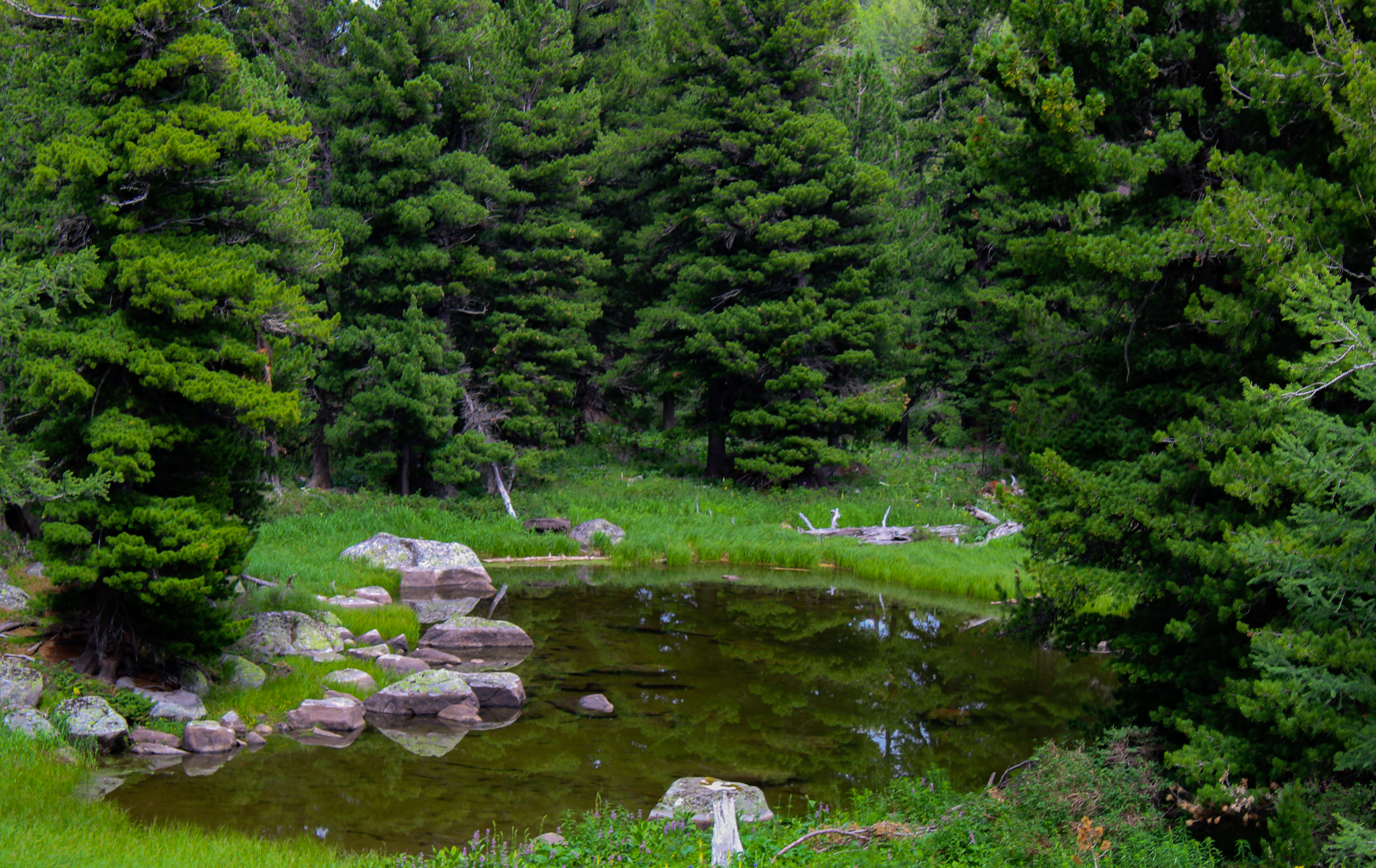
Нижнее озеро в верховьях Алёшкиного ключа
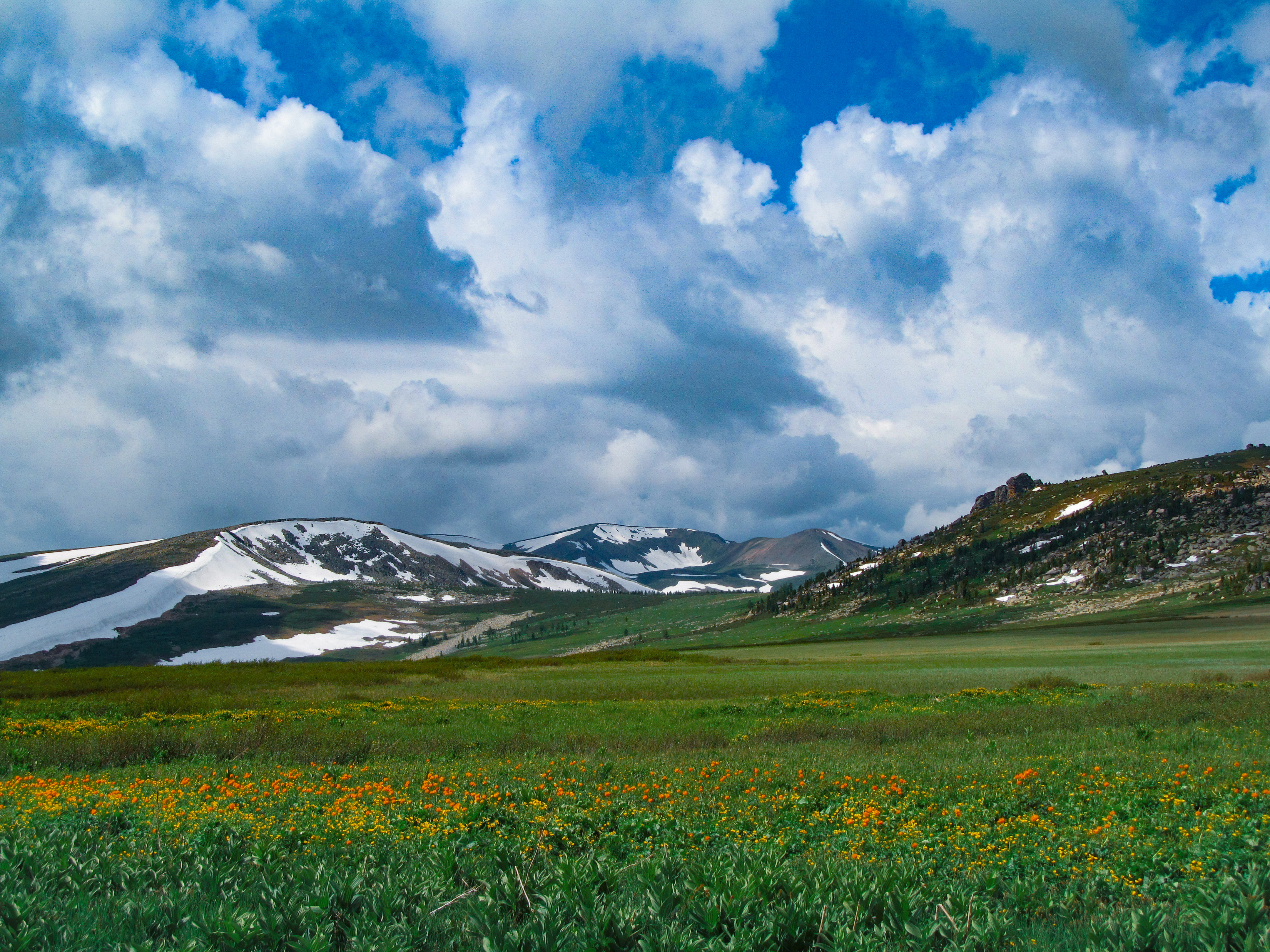
Высокогорное болото Гульбище
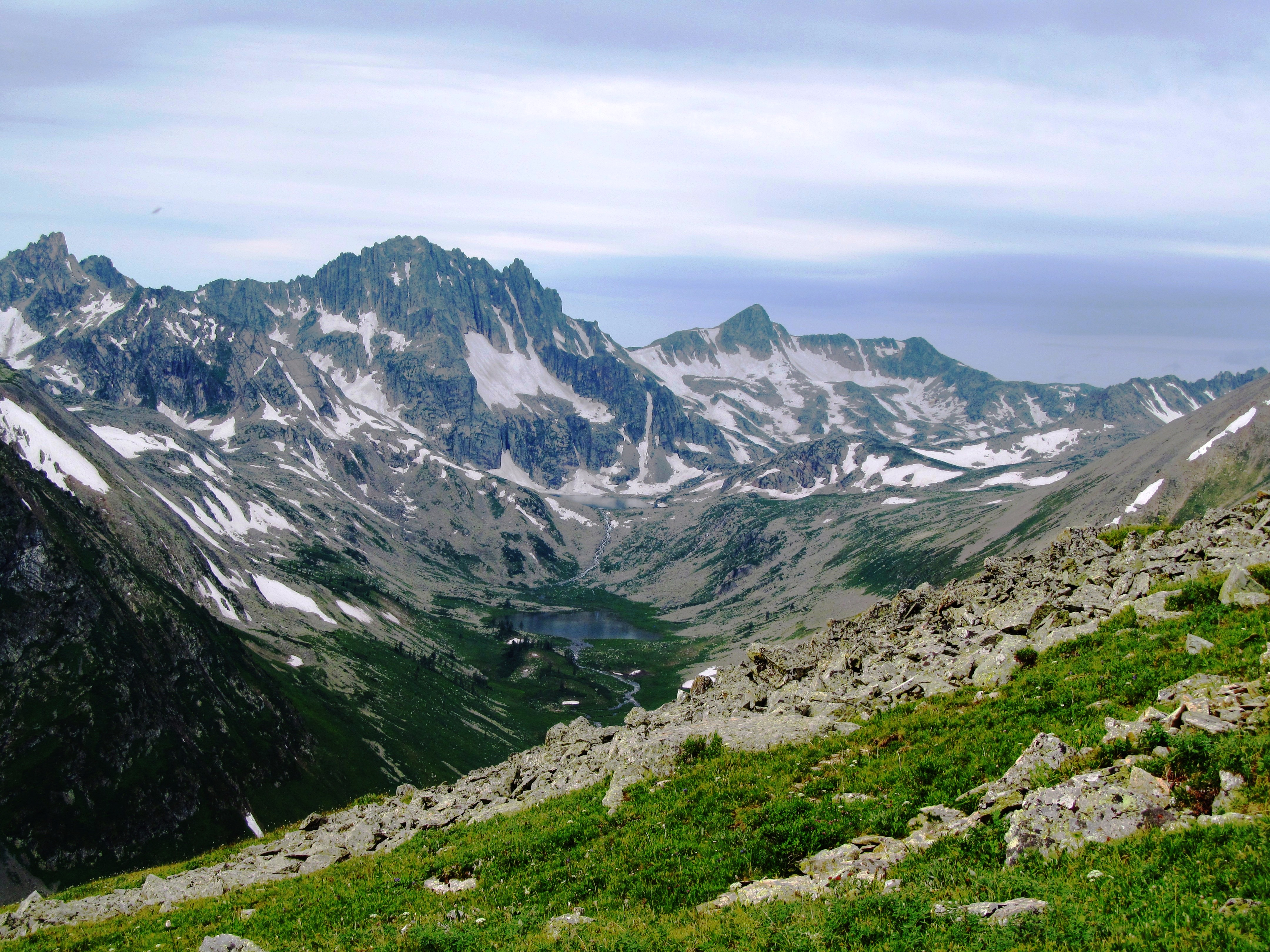
Чёрный узел
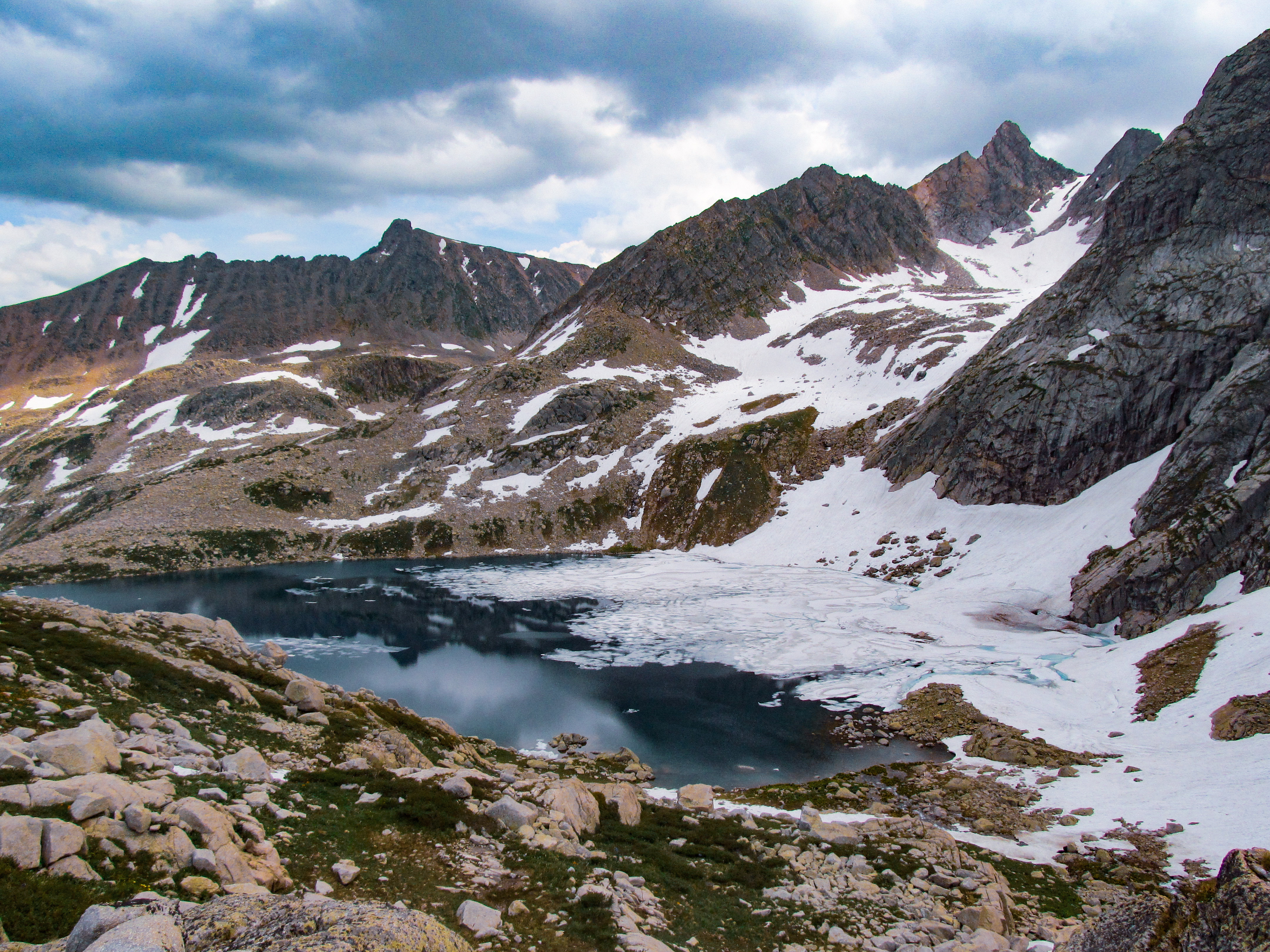
Второе Тургусунское озеро
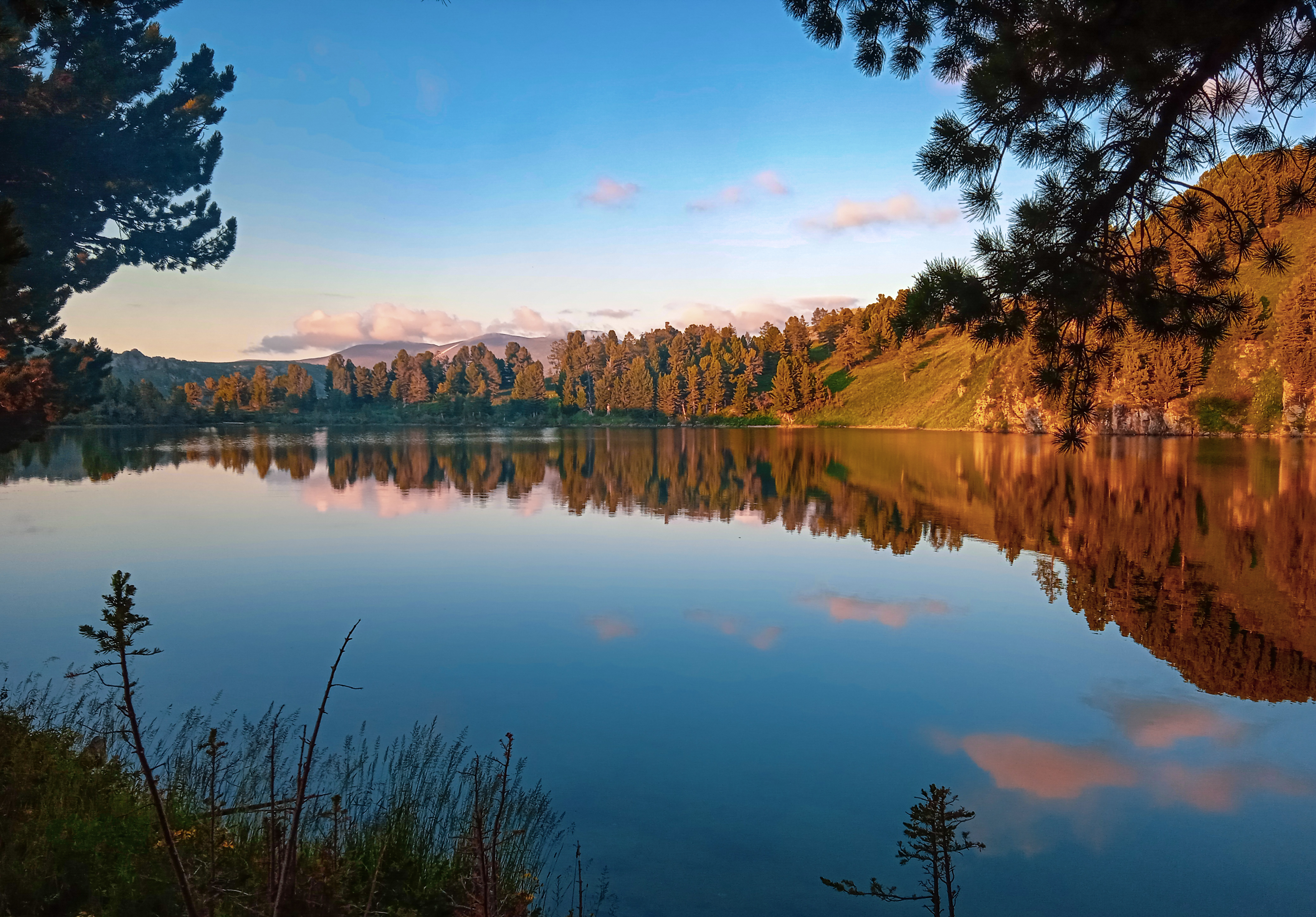
Кедровое озеро
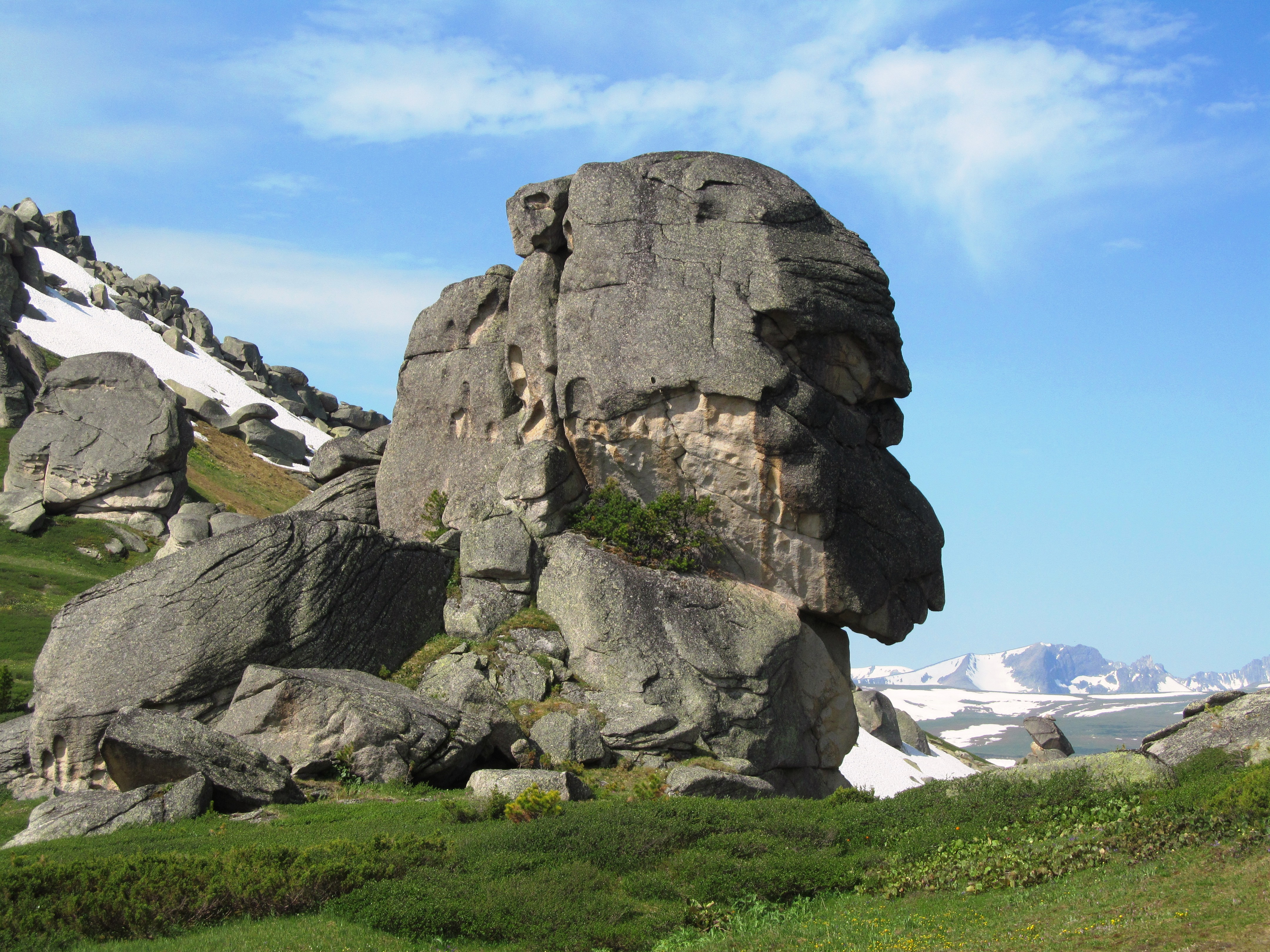
Останцы на маршруте "Каменная сказка"
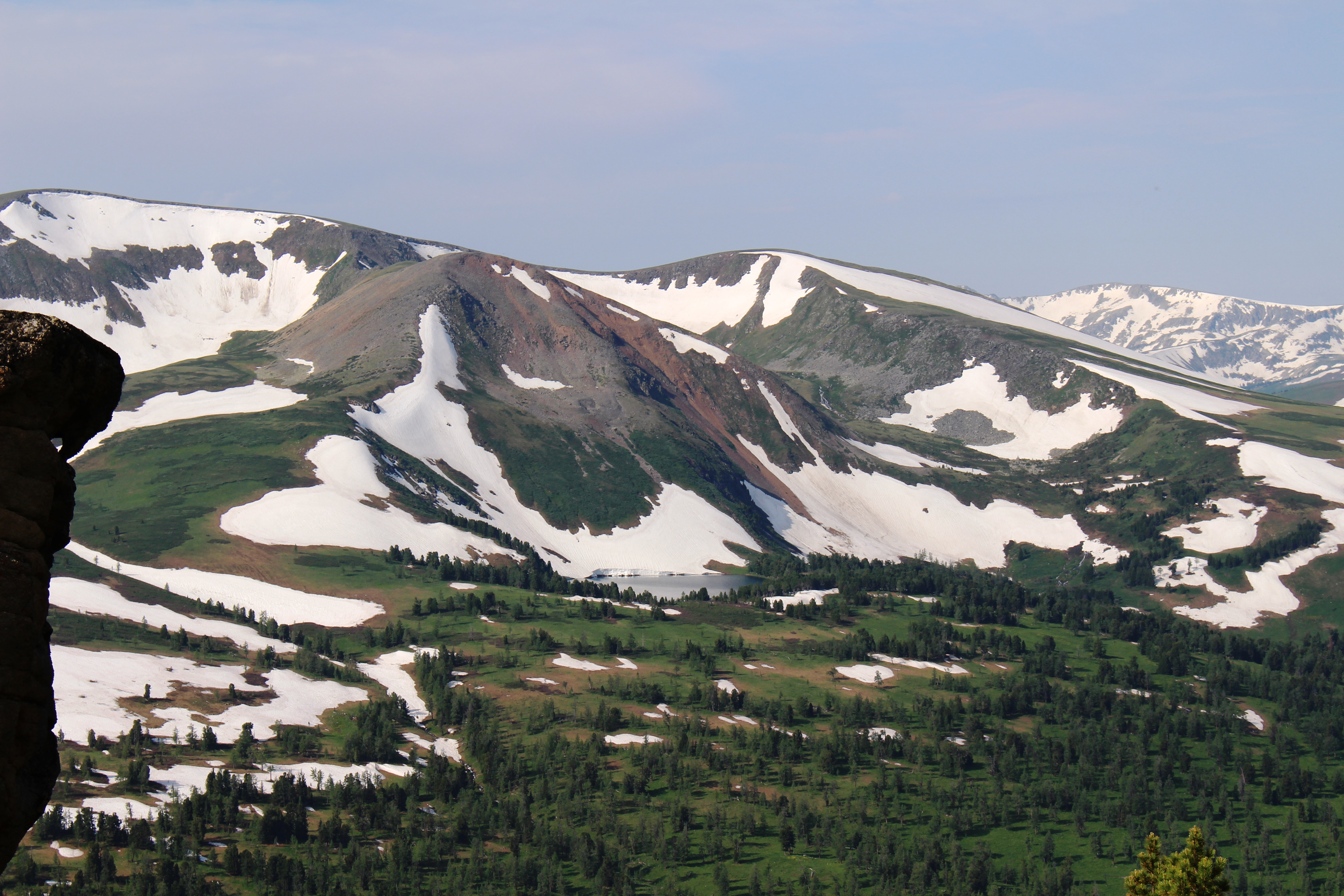
Хребет Ивановский
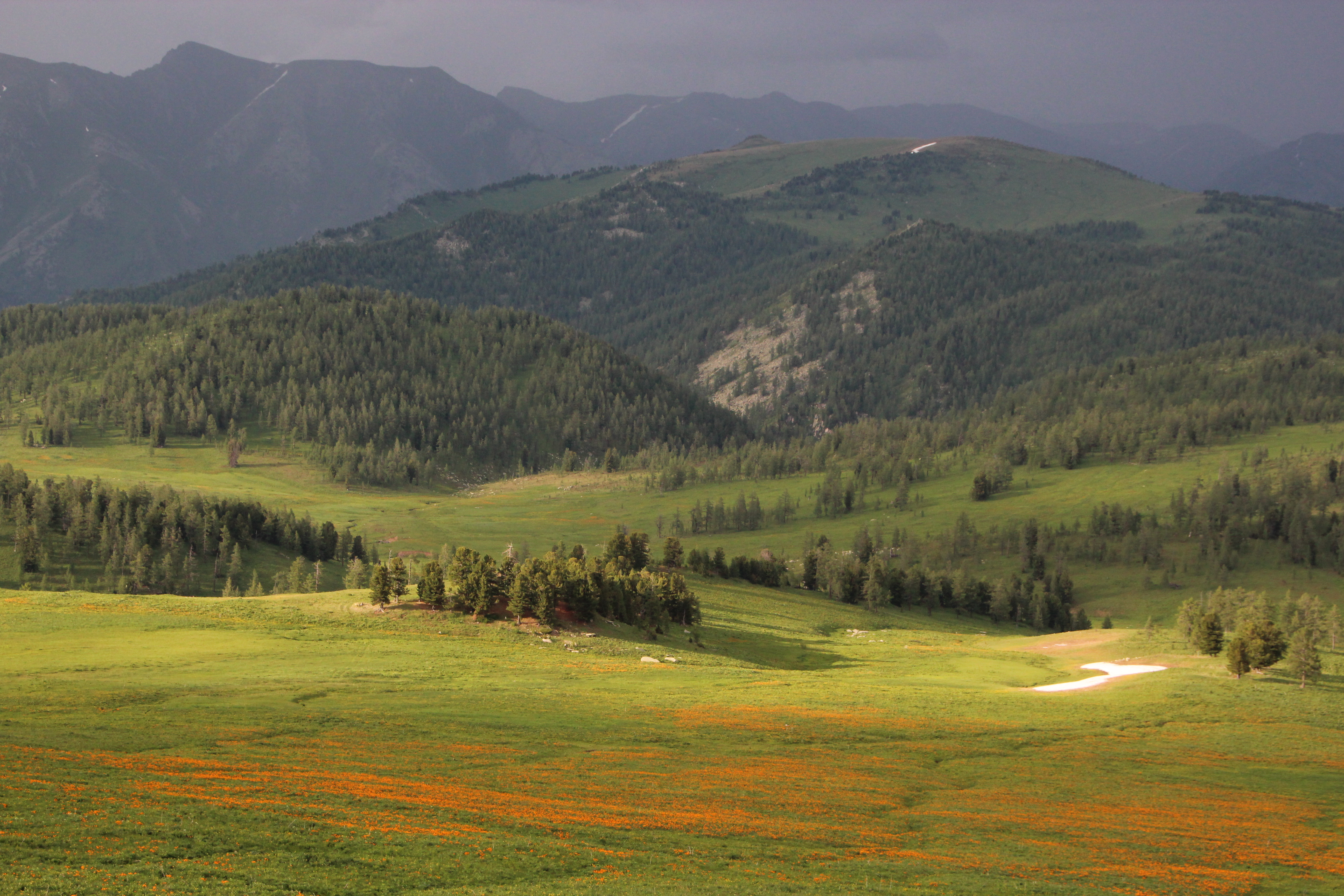
Гроза над жарками
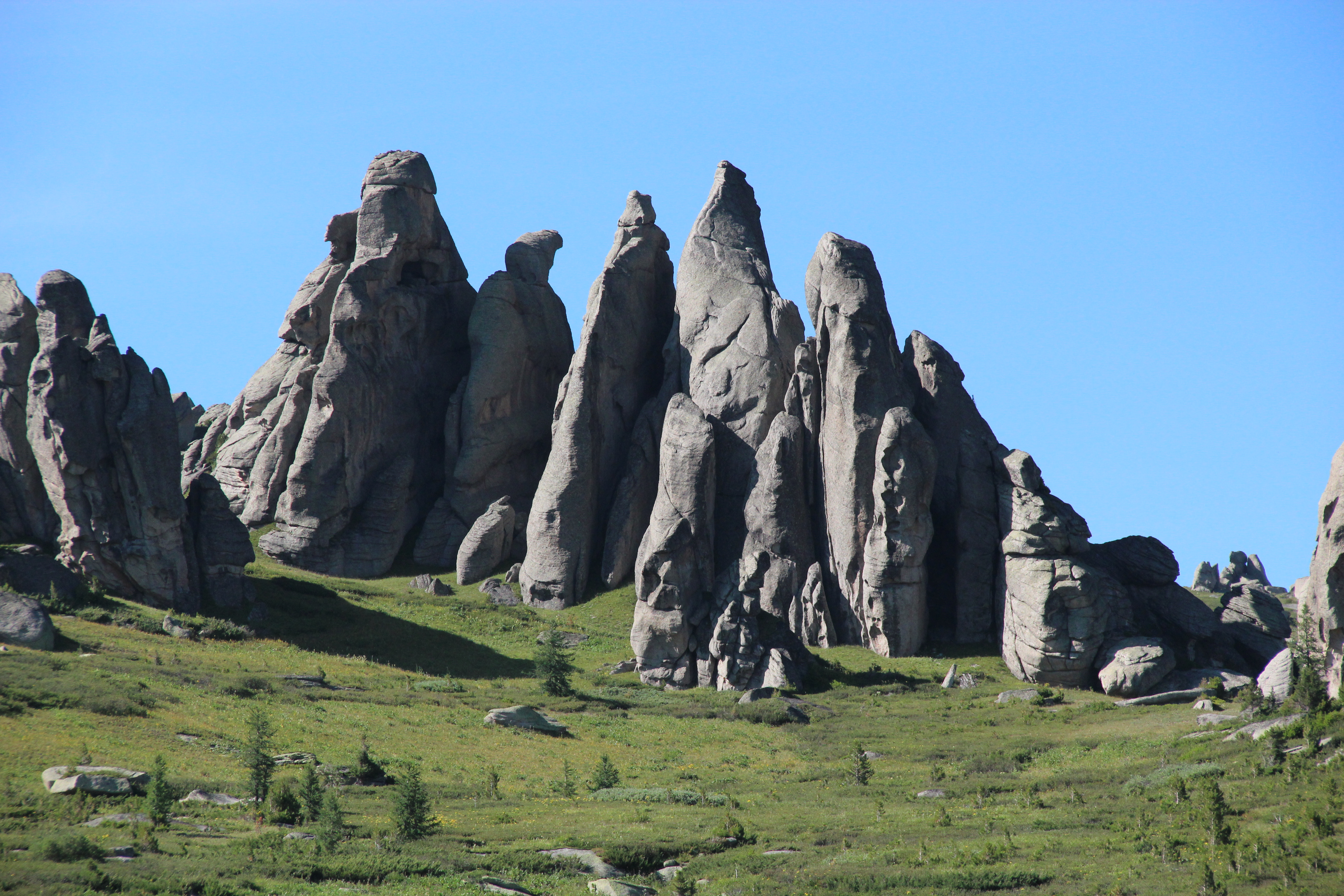
Гранитные останцы "Перья"
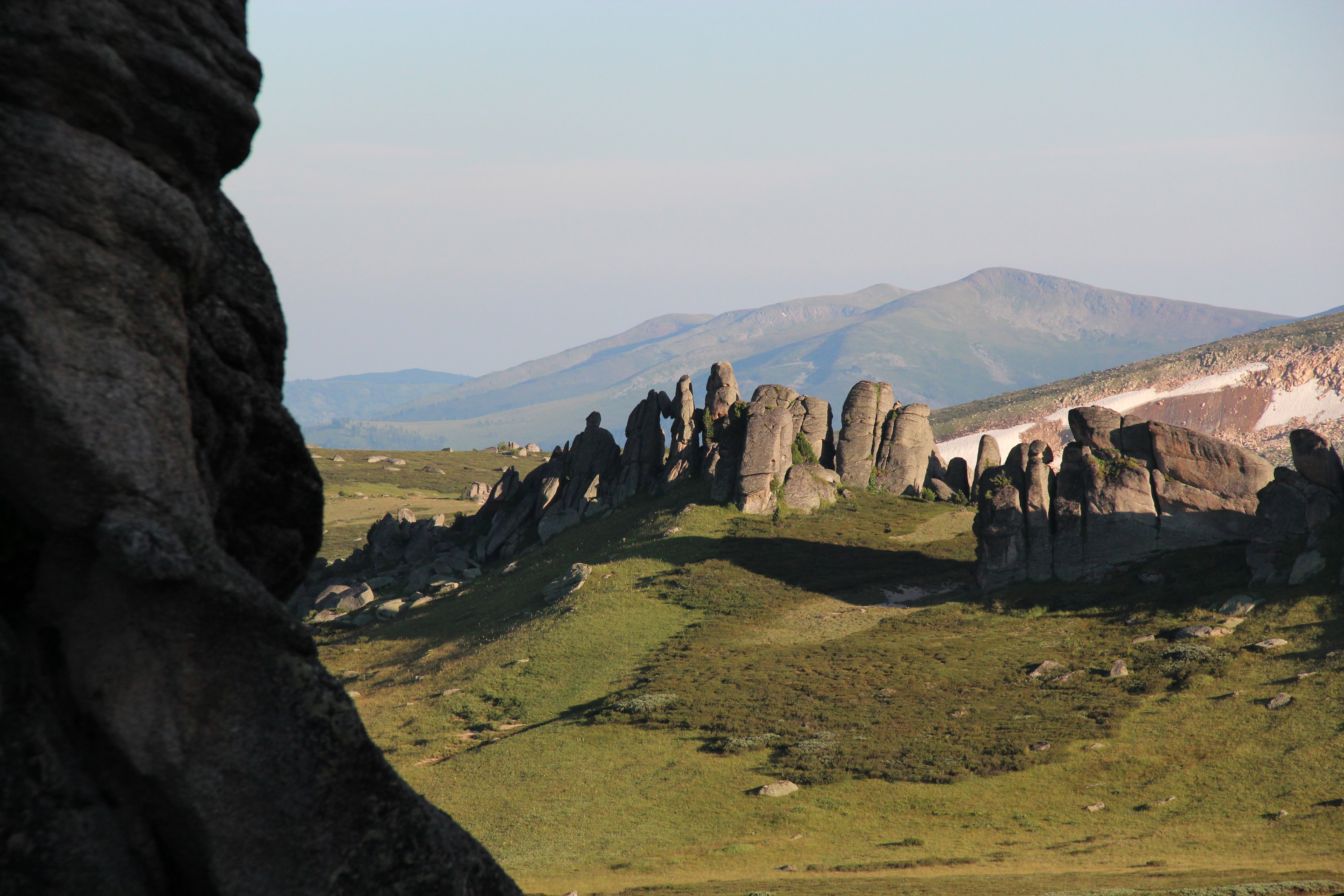
Маршрут "Каменная сказка"
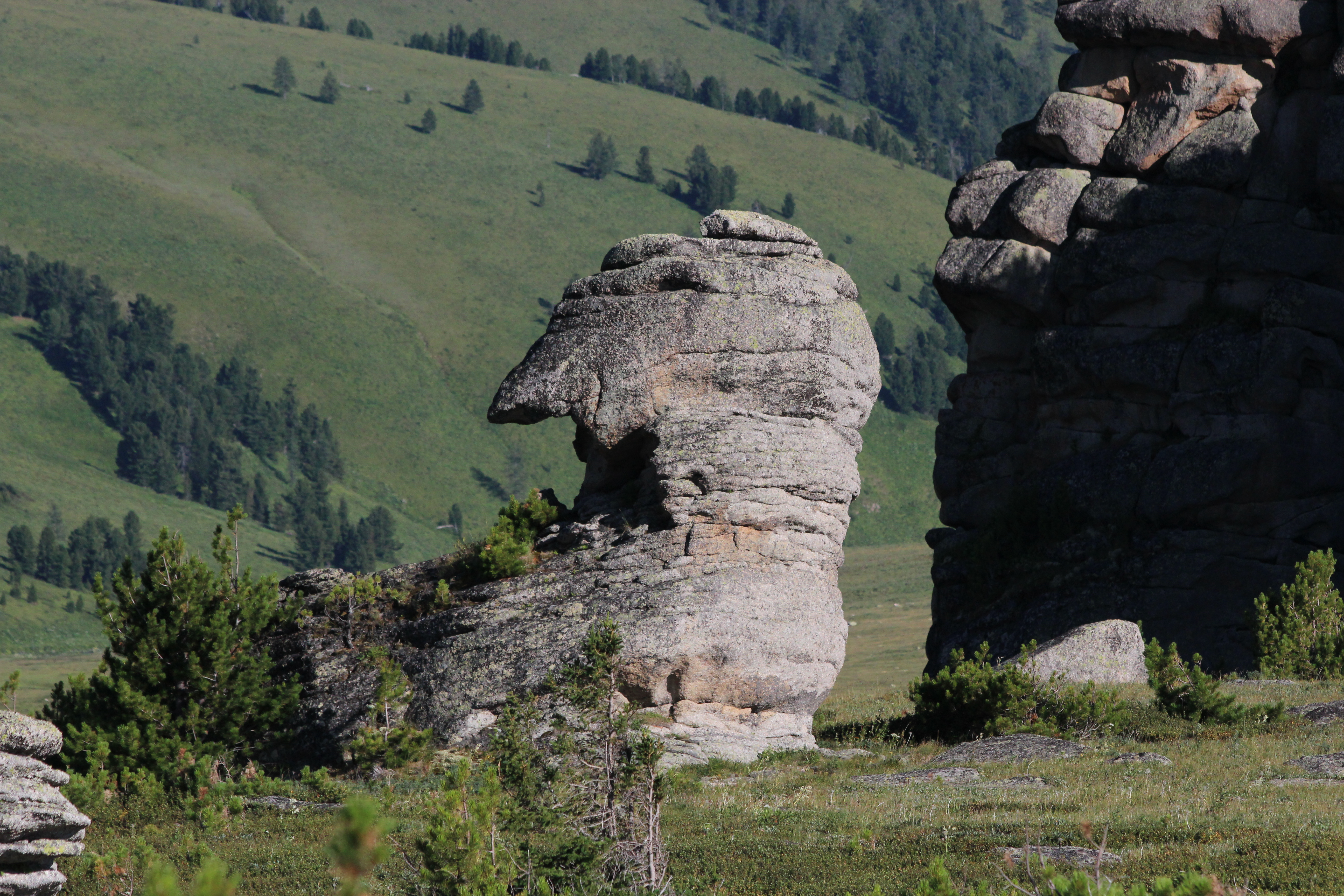
"Гранитный башмачок"
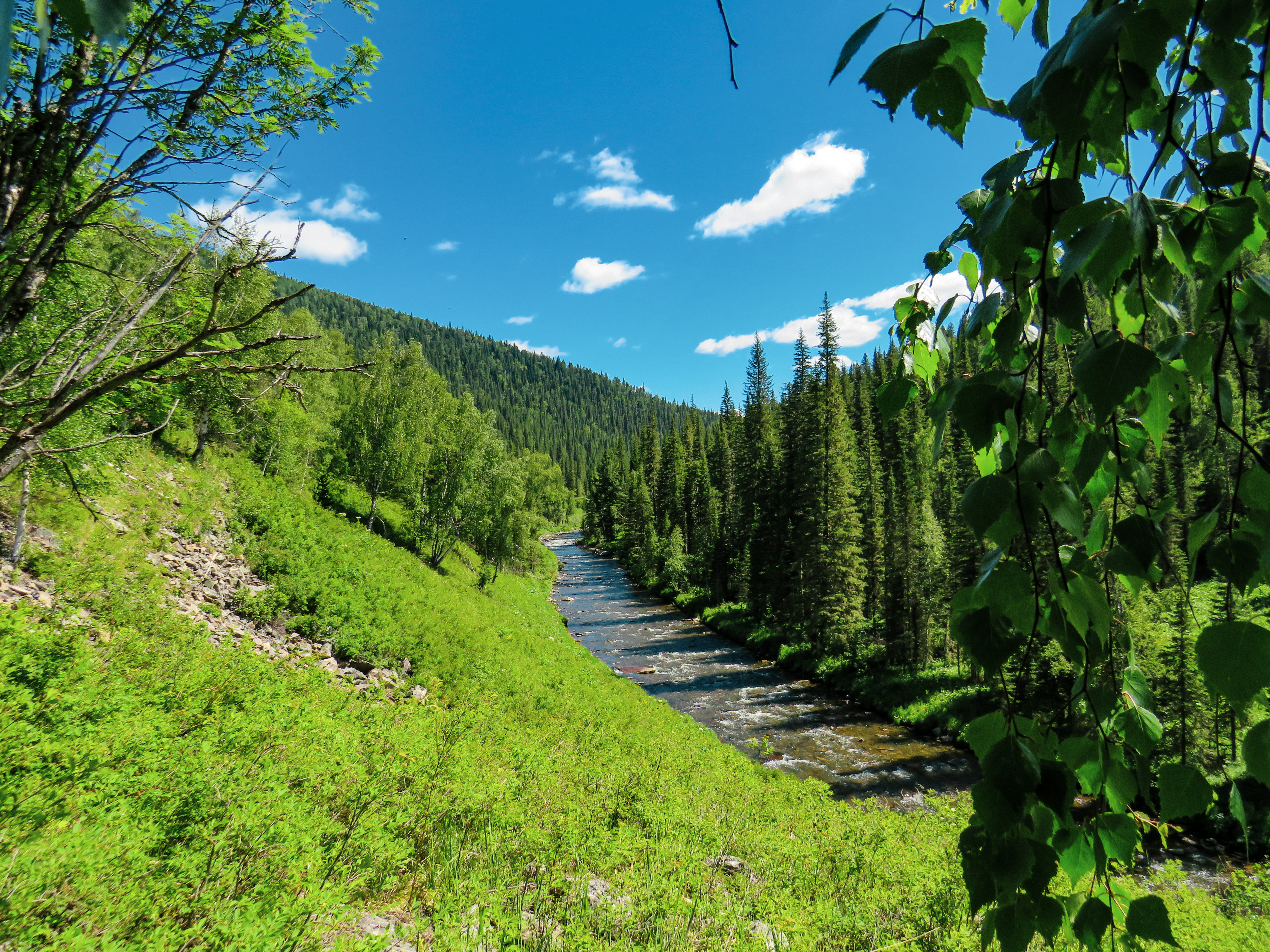
Река Чёрная Уба